# Nikiforowskaja (rejon tarnoski)
Nikiforowskaja (ros. Никифоровская) – wieś w Rosji, w rejonie tarnoskim obwodu wołogodzkiego. W 2010 r. liczyła 128 mieszkańców.